# Brändholmarna, Borgå
Brändholmarna är en ö i Finland. Den ligger i Finska viken och i kommunen Borgå i den ekonomiska regionen  Borgå i landskapet Nyland, i den södra delen av landet. Ön ligger omkring 55 kilometer öster om Helsingfors.
Öns area är 9,2 hektar och dess största längd är 0,5 kilometer i sydöst-nordvästlig riktning.